# Departamentul Usulután
Departamentul Usulután  este una dintre cele 14 unități administrativ-teritoriale de gradul I  ale statului  El Salvador. La recensământul din 2007 avea o populație de 344.235 locuitori. Reședința sa este orașul Usulután. A fost fondat în 1865. Numele departamentului înseamă în limba nawat orașul oceloților.